# Arctia osta
Arctia osta är en fjärilsart som beskrevs av Smith 1958. Arctia osta ingår i släktet Arctia och familjen björnspinnare. Inga underarter finns listade i Catalogue of Life.